# Charles Séchan
Pour les articles homonymes, voir Séchan.
Charles Polycarpe Séchan, né le 10 messidor an XI à Paris 3e et mort 14 septembre 1874 à Paris 9e, est un peintre et décorateur de théâtre et collectionneur français.
Chef d’un des ateliers les plus renommés de son époque, il est un des principaux animateurs du décor romantique. Il a contribué, avec ses associés, à la mise en scène des drames de Victor Hugo, d’Alfred de Vigny, d’Alexandre Dumas, de Casimir Delavigne, des comédies de Scribe, des opéras de Meyerbeer, de Donizetti el d’Halévy.

## Biographie
Fils d’Anne-Félicité Guinée et du tailleur Jean-Fris Séchan, qui n’avaient aucune fortune, il s’est retrouvé très tôt orphelin. Aimant dessiner, il en acquiert les premiers éléments dans une humble école de quartier, avant de débuter chez un marchand de papiers peints. Il fait ses premiers pas dans la carrière en entrant à l’atelier du père Lefebvre, décorateur de la Porte-Saint-Martin. Il y reconstitue si bien une Vue du vieux Paris en 1418, que celle-ci vue sert de maquette pour un décor de Perrinet Leclerc, même si cette œuvre porte la signature du chef d’atelier.
Après quatre ou cinq années dans l’atelier Lefèvre, il est passé à l’atelier Ciceri, le premier et le plus connu à son époque. Contrairement à Lefebvre, Ciceri innove en simplifiant le décor. Les détails sont sacrifiés à l'ensemble décoratif, où le volume prédomine sur les fioritures. Séchan le suit dans cette voie qui achemine le décor vers une formule essentiellement moderne favorisant les plans largement établis, où la vérité architecturale est respectée.
Alors que l'éclairage avait été complètement négligé avant lui, lorsqu’il voudra produire sur le public une impression de fantastique, il jouera sur les effets d’ombre et à de lumière. Ce jeu élémentaire, mais très savant, auquel il excelle, est discernable dans ses projets, qui sont, en général, des lavis à la sépia ou à l’encre de Chine, rehaussés souvent de blanc dans les parties lumineuses. Sa Vue du chevet de Notre-Dame présente les caractéristiques majeures qui ont entièrement transformé les effets scéniques au théâtre.
En 1831, peu de temps après la première représentation de Robert-le-Diable, il rompt avec Cicéri, effrayé de sa témérité, en entrainant ses trois camarades d’atelier. D’abord installé dans un local aux Menus-Plaisirs, puis 7, rue de Provence, il fonde, avec quelques centaines de francs, la raison sociale « Séchan, Feuchères et Cie ». Transformée en 1841, à la mort de Léon Feuchère, elle réunit jusqu’à la fin de I848 les noms de Séchan, Diéterle et Desplechin, pour ensuite disparaitre en 1899, date à laquelle il reste seul maitre de son atelier situé 10, rue Turgot.
Il débute à la Porte-Saint-Martin, le 10 décembre 1831, avec deux décors pour Richard Darlington d’Alexandre Dumas. Les principaux décors de théâtre exécutés par Séchan et ses associés s’échelonnent de 1831 à 1849. Épris de liberté, on le voit en uniforme d'artilleur de la Garde Nationale, en compagnie de ses amis Bastide et Thomas, sur une barricade, élevée rue de Ménilmontant pendant l’Insurrection républicaine de juin 1832. La partie perdue, il réussit à s'échapper, et passe trois mois en Suisse, pour se faire oublier, avant de revenir à la Porte-Saint-Martin. Dès 1833, il aborde la scène des Français et, l’année suivante, celle de l’Opéra. 
Le premier, il réalise à la Porte-Saint-Martin, l’obscurité complète, dans les Malcontents (1834), en faisant éteindre la rampe, formée encore de becs à l’huile, pour ménager un effet de lune sur le monastère des Petits-Augustins, au 5e acte. Malgré la surprise du directeur, Harel, la crainte de l’auteur, d’Epagny et la stupéfaction du régisseur et des interprètes, le public réagit par des applaudissements. La même année, il profita des essais d’éclairage au gaz, à l’Opéra pour régler de nouveaux effets lumineux dans le ballet de la Tempête, pour mettre en valeur la débutante Fanny Elssler. 

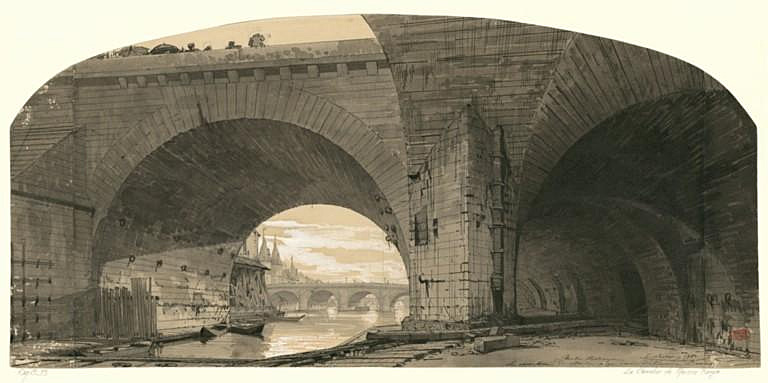
Une berge sous le pont de Notre-Dame, esquisse pour le chevalier de Maison Rouge (1847).

Pendant la Révolution de février 1848, il préserve le cabinet du Juilletiste Armand Bertin de la fureur révolutionnaire. Toujours attaché aux principes démocratiques, il accepte, d'être nommé inspecteur des Musées nationaux, pour démissionner immédiatement après le coup d'État du 2 décembre 1851. Lors des Fêtes publiques de 1848 à 1849, le critique d’art Charles Blanc, avec qui il était très lié, occupant alors la charge de directeur des Beaux-Arts, sa firme est engagée par l’architecte Théodore Charpentier, chargé de faire travailler les maçons, tapissiers, illuminateurs, menuisiers et peintres en décor sous ses ordres à l’organisation des préparatifs des réjouissances publiques. Il travaille ainsi à l’ordonnance de la Distribution des Drapeaux, sous l’Arc de Triomphe de l’Étoile, le 20 avril 1848, et aux fêtes de la Concorde qui célébrées au Champ de Mars, le 21 mai suivant.
Après 1850, il entreprend des grandes décorations destinées à Constantinople pour le sultan Abdul-Medjid. Un projet aquarellé, daté de 1851, représentant la chambre à coucher du Sultan au palais de Dolma-Baghtché, est le point départ de ce projet considérable, qui l’a occupé plusieurs années. Il y a eu d’autres décorations pour d’autres édifices, parmi lesquels le vieux Sérail, le palais de Bechik-Tach, le théâtre, les kiosques des Eaux-Douces d’Asie. Les peintures accomplies à Paris, et les soieries tissées à Lyon ont été exposées dans son atelier avant l’expédition.
Son périple en Suisse lui ayant donné le gout des pérégrinations, qui devait le mener plus tard jusqu'en Perse, il voyage en Italie, toujours curieux et attentif, traçant partout où il va , en quelques coups de crayon, des croquis qui lui serviront d'indications pour ses décors. Dans Stradella, on reconnait le ponte della Paglia à Venise. Nombreuses sont les pièces qui imposeront l'architecture vénitienne. Pour Marino Faliero (1834), il exécutera le campo dei Santi Giovanni e Paolo avec la statue du Colleone, et pour le drame d'Ancelot, Lord Byron à Venise (1834), la terrasse d'un palais bordant le grand Canal. L'embarcadère avait été amorcé au milieu de la terrasse, et au delà, une toile de fond offrait, d'un côté, le panorama de la ville, et de l'autre, la mer avec ses vaisseaux et son étendue infinie. 

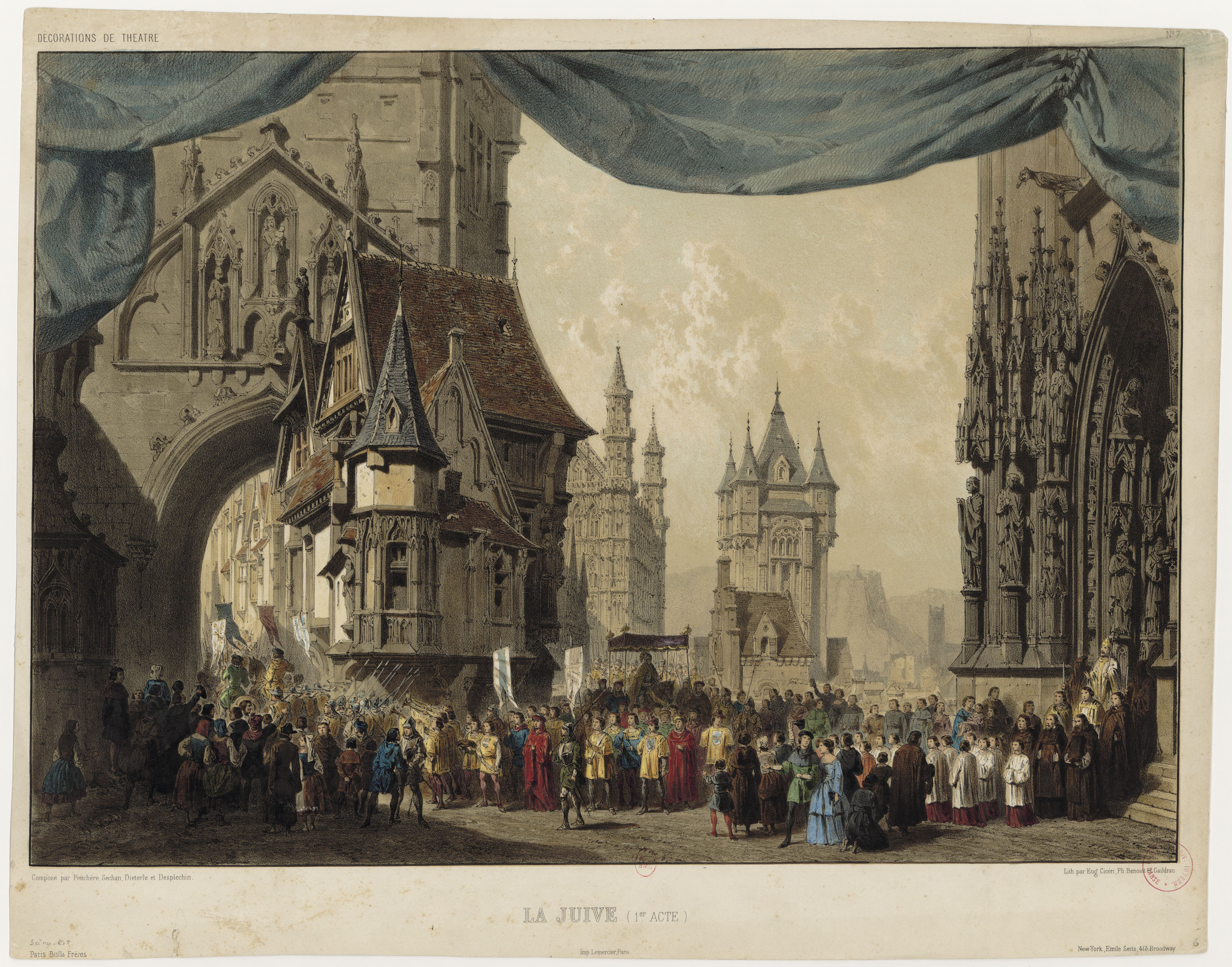
Décor pour la Juive de Fromental Halévy (1835).

Il étudie soigneusement, pour la même fin décorative, les anciens monuments, les vieilles maisons, les places, les ruelles, les boutiques, les enseignes de Paris, de sorte que rien n’est laissé au hasard quand il représente la Tour de Nesle se profilant sur le vieux Louvre, ou le marché des Innocents auprès duquel se déroule un des épisodes de la Fronde. Lors de sa visite de la Normandie, en 1842, le mont Saint-Michel, les villes de Caen, d'Alençon, de Verneuil, de Laigle, de Rouen lui fourniront matière à d'admirables dessins, qui ont été dispersés. Celui de la cathédrale de Rouen, alliant vigueur et légèreté, caractère et souplesse, accentue tous les détails du premier plan, afin que la tour de Beurre, masse ajourée, énorme et principal sujet, rejetée volontairement dans le lointain, domine de sa grisaille, les maisons basses des drapiers, donnant ainsi à la pierre une apparence translucide et presque immatérielle, qui annonce la série de Monet. Deux autres dessins, le Manoir d’Escoville, et la Vue de l’Abside de l’Église Saint-Pierre, à Caen, ont figuré au Salon de 1842, seul Salon où il ait exposé. L’un et l’autre appartiennent à une série de 43 dessins, lithographiés presque tous par Eugène Cicéri pour le troisième volume de la Normandie du baron Taylor.
Il dessine également les plans du Château de Monte-Cristo, celui de la maison d’Edmond Adam, y compris tous les meubles, les cheminées, la décoration des quatre salons dans la Maison de Conversation de Baden-Baden. Retiré en 1855, une fois les travaux de Baden et de Constantinople achevés, il emploie ses loisirs à voyager et à former une collection d’objets d’art représentant principalement l’Orient et la Renaissance. La vente, les 25, 26 et 27 mars 1863, de ce vaste ensemble de meubles de toute espèce et de tous les genres, fabriqués entre 1650 et 1789, est restée célèbre dans les annales de l’hôtel Drouot . Il a laissé des mémoires.